# Canova, South Dakota
Canova är en ort i Miner County, South Dakota, USA.